# Sangha-Mbaéré
Sangha-Mbaéré ist eine Präfektur der Zentralafrikanischen Republik, die im Südwesten des Landes liegt. Die Hauptstadt ist Nola, die Größe der Präfektur beträgt 18.590 km². Mit Stand 2022 wurden 138.770 Einwohner gemeldet.
Sangha-Mbaéré ist unterteilt in 3 Subpräfekturen (jeweils mit ihrer Hauptstadt in Klammern):
- Nola (Nola)
- Bambio (Bambio)
- Bayanga (Bayanga)

## Geografie
Die Präfektur liegt im Südwesten des Landes und grenzt im Nordwesten an die Präfektur Mambéré-Kadéï, im Nordosten an die Präfektur Lobaye, im Südosten an die Republik Kongo und im Südwesten an Kamerun.